# Hypodematiaceae
Hypodematiaceae, biljna porodica u redu osladolike opisana 1975. Ime dobiva po rodu Hypodematium.
Porodica je raširena poglavito po Aziji i Africi, te nekim otocima Oceanije; oko 30 vtsta u dva roda. Vrste Leucostegia truncata i Leucostegia pallida prisutne su i u Europi.

## Rodovi
1. !Hypodematium Kunze
2. !Leucostegia C. Presl